# Valentie-isomeer
Valentie-isomeren zijn structuurisomeren die van elkaar verschillen wat betreft rangschikking van molecuuldelen.
Bovenstaande definitie beschrijft de relatie tussen de verschillende isomeren voldoende, de IUPAC hanteert echter de definitie:
```
Valentie-isomeren
 zijn 
structuurisomeren
 die via 
pericyclische reacties
 in elkaar over kunnen gaan.
```

## Voorbeelden

### Benzeen
Van benzeen ({\displaystyle {\ce {C6H6}}}) is een groot aantal isomeren bekend. Er is echter maar een betrekkelijk klein aantal stoffen dat tevens, net als benzeen, beschreven kan worden als zes groepen van één koolstof- en één waterstofatoom, dus {\displaystyle {\ce {(CH)6}}}, of algemener: {\displaystyle {\ce {(CR)6}}}. De bekende {\displaystyle {\ce {(CH)6}}}-verbindingen - naast benzeen - zijn:
- benzvaleen
- dewarbenzeen
- prismaan
- bicycloprop-2-enyl

Uit theoretisch oogpunt zijn de valentie-isomeren van benzeen interessante verbindingen; maar praktisch zijn ze van weinig betekenis doordat ze snel isomeriseren naar benzeen zelf. De verbindingen worden stabieler (en daarmee toegankelijk voor bestudering) als de waterstofatomen al tijdens de synthese vervangen worden door methylgroepen, fluor of trifluormethylgroepen. Topologisch zijn er nog meer mogelijkheden zes gelijke groepen ruimtelijk met elkaar te verbinden als elke groep steeds aan drie andere groepen gebonden is, maar praktisch chemisch leidt dit tot te grote hoekspanning of te grote spanning in de bindingen.

Valentie-isomeren van benzeen
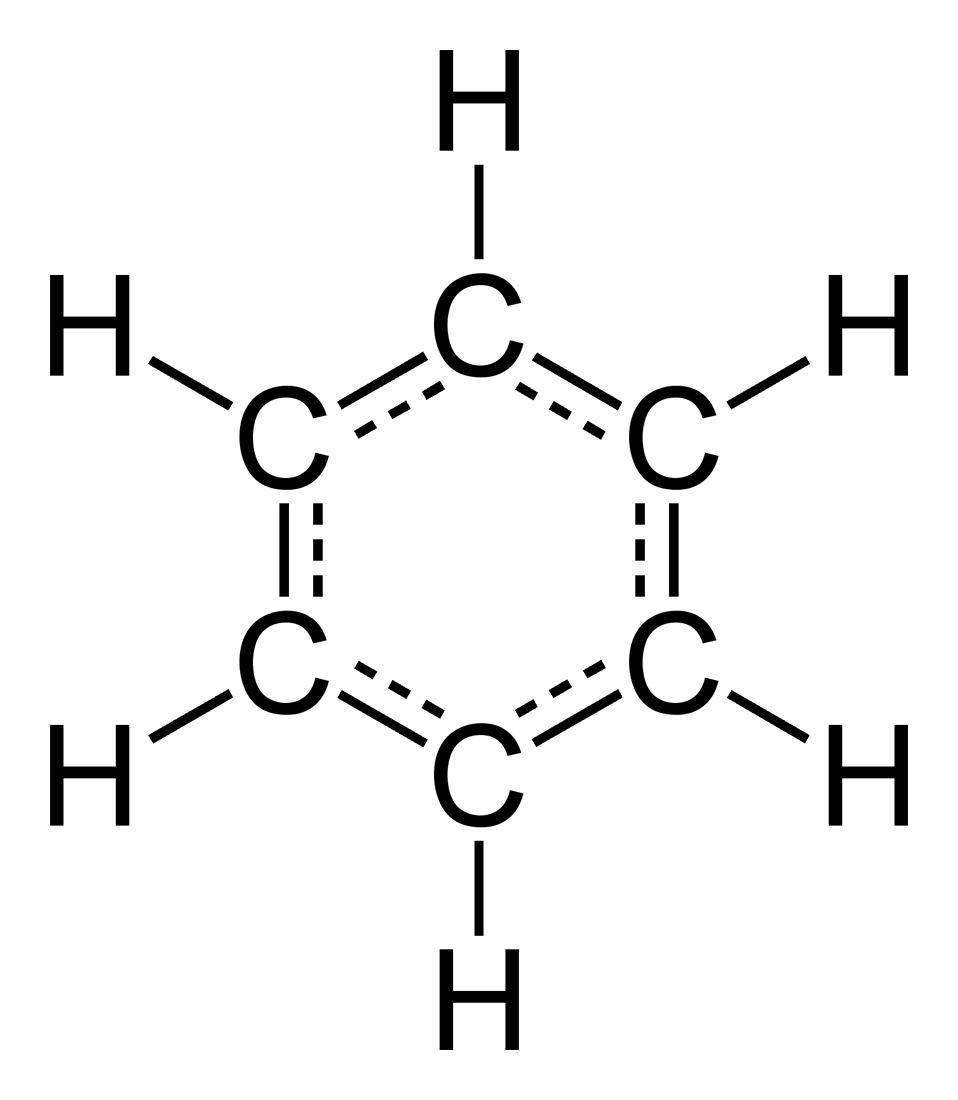
Benzeen, zes C-H groepen in een cirkel
Dewarbenzeen, een andere manier om zes C-H groepen te rangschikken
Prismaan, nog een lid van de (CH)6 familie
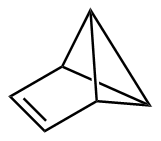
Benzvaleen
Bicycloprop-2-enyl

### (CH)8
Valentie-isomeren zijn niet beperkt tot de isomeren van benzeen. In de serie (CH)8 zijn ook valentie-isomeren beschreven. Ten gevolge van het grotere aantal C-H groepen is er ook een groter aantal valentie-isomeren mogelijk. In tegenstelling tot de benzeengroep, waarvan alle mogelijke valentie-isomeren genoemd zijn, is onderstaande serie slechts een greep uit de mogelijkheden voor (CH)8:

Valentie-isomeren van cyclooctatetraeen
Cyclooctatetraeen (COT)
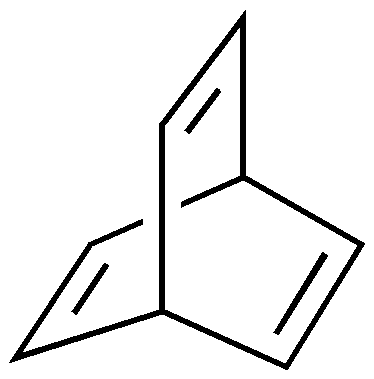
Barreleen
Cubaan
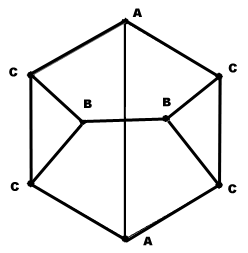
Cuneaan, in het molecuul zijn drie verschillende soorten koolstof-atomen aanwezig, aangegeven met de letters a, b en c
Semibullvaleen
Bicyclo[4.2.0]octa-2,4,7-triene. Tautomeer met COT via een thermische 6e omlegging of een fotochemische 4e omlegging
Tricyclo[5.1.0.02,8]octa-3,5-dieen (octavaleen) wordt bereid uit homobenzvaleen en legt bij 50 °C om naar COT[1][2]
Tricyclo[4,2,0,0^{2,5}]octa-3,7-dieen. Het dimeer van cyclobutadieen komt voor als cis- en als trans-isomeer. Beide isomeren leggen om naar COT (symmetrie verboden, maar toch) met een Halveringstijd van 20 minuten bij 140 °C
Tetracyclo[3,3,0,0^{2,4},0^{3,6}] octa-7-een is slechts bekend als zijn 4-carbomethoxy-derivaat.
Tetracyclo[4,2,0,0^{2,4},0^{3,5}] octa-7-een is uit benzvaleen gesynthetiseerd en legt om naar COT
Pentacyclo[5.1.0.0^{2,4}. 0^{3,5}.0^{6,8}]octaan (octabisvaleen) is het derde verzadigde valetie-isomeer. Het (Z)-3,7-fenylsulfonyl-derivaat is stabiel tot ten minste 200 °C.
Tricyclo[5.1.0.0^{2,8}]octa-3,5-dieen (octavaleen) wordt bereid uit homobenzvaleen en legt bij 50 °C om naar COT

### Naftaleen en azuleen
In bovenstaande voorbeelden is steeds sprake van gelijke molecuuldelen (alle molecuuldelen bestaan steeds uit groepen van één koolstof- en één waterstofatoom). Dit is niet noodzakelijk. In het voorbeeld van naftaleen en azuleen zijn er 8 molecuuldelen die bestaan uit een koolstof- en een waterstof-atoom en 2 die bestaan uit een enkel koolstof-atoom:

Valentie-isomeren van naftaleen
Naftaleen
Azuleen